# Tourville-la-Rivière

Tourville-la-Rivière este o comună în departamentul Seine-Maritime, Franța. În 1 ianuarie 2022 avea o populație de 2.574 de locuitori.